# NWSL x Liga MX Femenil Summer Cup
La NWSL x Liga MX Femenil Summer Cup (en español: Summer Cup LIGA MX Femenil X NWSL) es una competición de clubes de fútbol femenil norteamericano. Cuenta con la participación de 20 clubes, de los cuales 14 son procedentes de la National Women's Soccer League y seis de la Liga MX Femenil. Se trata de la contraparte femenina de la Leagues Cup, competición disputada entre los clubes varoniles de la Major League Soccer y la Liga MX.
La primera edición será disputada entre los meses de julio y octubre de 2024 en sedes de Estados Unidos y México.

## Formato
La primera edición del torneo contará con la participación de 20 equipos: los catorce clubes miembros de la National Women's Soccer League y los seis mejores clasificados de la tabla anual de la Liga MX.
Los veinte equipos participantes serán divididos en cinco grupos de cuatro clubes. En la fase de grupos los equipos jugarán tres partidos contra el mismo número de rivales, al finalizar la fase de grupos se hará una tabla con los cinco líderes de grupo, clasificando a las semifinales los equipos clasificados en los primeros cuatro puestos.
En las semifinales los cuatro equipos serán ordenados de acuerdo con su desempeño en la tabla general, por lo que los equipos mejor clasificados serán los anfitriones de sus respectivos partidos.
| ORDEN    |
| -------- |
| 1° vs 4° |
| 2° vs 3° |

Los dos ganadores de las semifinales disputarán la final, la cual será celebrada en el estadio del mejor equipo clasificado.
| ORDEN    |
| -------- |
| 1° vs 2° |

En las rondas de semifinales y la final si el partido finaliza en empate, se disputarán dos tiempos suplementarios de 15 minutos cada uno, si persiste el resultado se efectuará una ronda de tiros desde el punto penal.

## Clasificación 2024
| Liga           | Equipos participantes |  |
| -------------- | --------------------- |  |
| Estados Unidos | 14                    |  |
| México         | 6                     |  |
| TOTAL          | 20                    |  |

## Historial
| NWSL x Liga MX Femenil Summer Cup | NWSL x Liga MX Femenil Summer Cup | NWSL x Liga MX Femenil Summer Cup | NWSL x Liga MX Femenil Summer Cup | NWSL x Liga MX Femenil Summer Cup | NWSL x Liga MX Femenil Summer Cup |
| Temp.                             | Campeón                           | Resultado                         | Subcampeón                        | Semifinalistas                    | Semifinalistas                    |
| --------------------------------- | --------------------------------- | --------------------------------- | --------------------------------- | --------------------------------- | --------------------------------- |
| 2024                              | Kansas City Current               | 2 - 0                             | NJ/NY Gotham FC                   | North Carolina Courage            | Angel City FC                     |

## Palmarés

### Títulos por equipo
| Equipo              | Títulos | Subtítulos | Años Campeón | Años Subcampeón |
| ------------------- | ------- | ---------- | ------------ | --------------- |
| Kansas City Current | 1       |            | 2024         |                 |
| NJ/NY Gotham FC     |         | 1          |              | 2024            |

### Títulos por país
| País           | Títulos | Subtítulos | Clubes campeones    |
| -------------- | ------- | ---------- | ------------------- |
| Estados Unidos | 1       | 1          | Kansas City Current |
| México         | -       |            |                     |